# Erpornis zantholeuca
Az   Erpornis zantholeuca a madarak osztályának verébalakúak (Passeriformes) rendjébe és a lombgébicsfélék (Vireonidae) családja tartozó Erpornis nem egyetlen faja.

## Rendszerezése
A nemet és a is fajt Edward Blyth angol ornitológus írta le 1844-ben. Sorolták a timáliafélék (Timaliidae) családba tartozó Yuhina nembe Yuhina zantholeuca néven is.

## Alfajai
- Erpornis zantholeuca brunnescens Sharpe, 1876
- Erpornis zantholeuca canescens Delacour & Jabouille, 1928
- Erpornis zantholeuca griseiloris Stresemann, 1923
- Erpornis zantholeuca interposita Hartert, 1917
- Erpornis zantholeuca saani Chasen, 1939
- Erpornis zantholeuca sordida Robinson & Kloss, 1919
- Erpornis zantholeuca tyrannulus Swinhoe, 1870
- Erpornis zantholeuca zantholeuca Blyth, 1844[2]

## Előfordulása
Dél- és Dél-Ázsiában, Banglades, Bhután, Brunei, Kambodzsa, Kína, India, Indonézia, Laosz, Malajzia, Mianmar, Nepál, Tajvan, Thaiföld és Vietnám területén honos. Állandó, nem vonuló faj.
Természetes élőhelyei a mérsékelt övi erdők, szubtrópusi és trópusi síkvidéki és hegyi esőerdők, valamint cserjések.

## Megjelenése
Testhossza 13 centiméter, testtömege 8–17 gramm.

## Életmódja
Főleg ízeltlábúakkal  táplálkozik, de bogyókat is fogyaszt.

## Természetvédelmi helyzete
Az elterjedési területe nagy, egyedszáma ismeretlen. A Természetvédelmi Világszövetség Vörös listáján nem fenyegetett fajként szerepel.